# Voltaire (metropolitana di Parigi)
Voltaire è una stazione della linea 9 della metropolitana di Parigi.

## Storia
La stazione venne inaugurata il 10 dicembre 1933 durante la messa in opera del quinto prolungamento della linea 9, da Richelieu-Drouot a Porte de Montreuil. Deve il suo nome all'omonimo boulevard, il quale deve anch'esso il nome al filosofo e scrittore François-Marie Arouet, conosciuto con lo pseudonimo di Voltaire.
Il sottotitolo Léon Blum deriva invece dalla piazza antistante, una volta denominata anch'essa place Voltaire, ridenominata nel 1957 in onore del socialista Léon Blum.

## Struttura e impianti
La stazione si trova sotto piazza Léon Blum, nel cuore del quartiere della Roquette, lungo l'asse di boulevard Voltaire.
Con Pont Neuf sulla linea 7 e Ledru-Rollin sulla linea 8, rappresenta uno dei tre siti scelti come prototipo decorativo dello stile Andreu-Motte.
La stazione è stata rinnovata e riaperta il 3 aprile 2007. In tale occasione la struttura ha perso parte dello stile originario, aggiungendo ad esempio le sedute tipiche dello stile Akiko del momento.
La stazione è stata l'ottantaduesima più frequentata della rete nel 2022 secondo la RATP.

## Interscambi
- Bus RATP - 46, 56, 61, 69
- Noctilien - N16, N34